# Polystachya bancoensis
Polystachya bancoensis là một loài thực vật có hoa trong họ Lan. Loài này được Burg miêu tả khoa học đầu tiên năm 1980.